# Боен
Боен (фр. Boën) насеље је и општина у источној Француској у региону Рона-Алпи, у департману Лоара која припада префектури Монбризон.
По подацима из 2011. године у општини је живело 3.197 становника, а густина насељености је износила 532,83 становника/km². Општина се простире на површини од 6 km². Налази се на средњој надморској висини од 400 метара (максималној 557 m, а минималној 374 m).

## Демографија
| 1962. | 1968. | 1975. | 1982. | 1990. | 1999. | 2011. |
| ----- | ----- | ----- | ----- | ----- | ----- | ----- |
| 3.410 | 3.654 | 3.766 | 3.603 | 3.256 | 3.112 | 3.197 |

График промене броја становника у току последњих година